# NGC 54
NGC 54 là một thiên hà xoắn ốc cạnh trên chòm sao Kình Ngư. Thiên hà được phát hiện bởi Wilhelm Tempel vào năm 1886 và ông định nghĩa nó là "rất mờ, khá nhỏ, tròn.". Thiên hà này có đường kính 90.000 năm ánh sáng, nhỏ hơn một chút so với Dải Ngân hà.